# DeLorean időgép

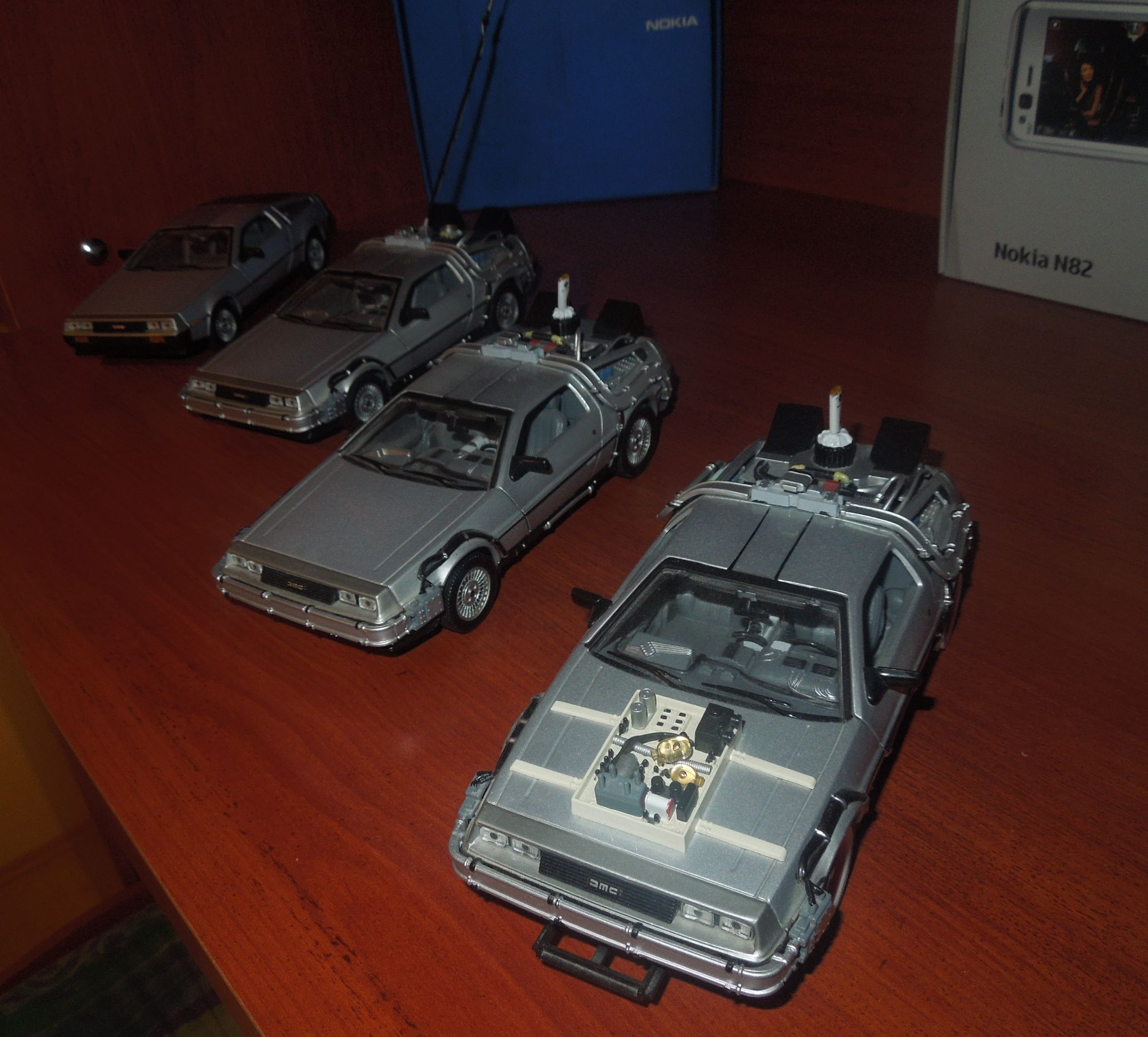
De Lorean DMC–12 modellautók, az első az eredeti, a második a filmben is használt autó mása, tetején az áramszedőkkel

A DeLorean időgép a Vissza a jövőbe filmtrilógiában látható autó, mely egyben időgépként is működik.
A történet szerint Dr. Emmett Brown (Doki) egy DeLorean DMC–12 típusú személyautót felhasználva építette az időgépet, azzal a szándékkal, hogy betekintést nyerjen a múltba és a jövőbe, de amikor Marty McFly-jal keresztülutazzák városuk, Hill Valley 130 éves történelmét (az 1885-ös alapításától 2015-ig), be is avatkoznak az eseményekbe, újabb és újabb idővonalakat hozva ezzel létre.
Ha egyszer időgépet építünk egy kocsiba, miért ne adjuk meg a módját?

## Működése
A DeLorean időgép működése a három filmben azonos. A kezelő a DeLorean volánjánál ül (kivéve az első próbautat, amikor távvezérlést használnak), bekapcsolja az időáramköröket, aktiválja a vezérlőpultot, mely pirossal mutatja a megérkezés idejét, zölddel a jelent és sárgával a legutóbbi indulási időt. Ezután a vezető felgyorsítja az autót 88 mérföld/óra (MPH) sebességre (141,6 km/h). Ekkor működésbe lép a fluxuskondenzátor, amitől a kocsi karosszériáján levő vezetékek és tekercsek kékesfehér fénnyel ragyogni kezdenek, majd óriási elektromos kisülések és fényvillanás kíséretében, lángoló keréknyomokat hátrahagyva az autó eltűnik.
Az időutazás pillanatok alatt megtörténik, a gép azonnal megérkezik a beállított cél-időbe, és az indulással azonos térbeli helyen folytatja útját. Az autó megérkezését közvetlenül megelőzően három nagy és hangos villanást bocsát ki az a pont, ahonnan az autó kilép a időugrás során. Az utazás után a DeLorean külseje erősen lehűl és ráfagy a levegőből kicsapódó pára.

## Üzemanyag
Az autó mozgatását hagyományos benzinmotor végzi, ami a harmadik filmben, a Vadnyugatra való visszaérkezéskor problémát okoz, mert az üzemanyagtartály kilyukadása és a benzin elfolyása miatt a járművet nem lehet elindítani. Mikor a benzint alkohollal (whiskyvel) próbálják meg helyettesíteni, a benzinmotor tönkremegy, ezért a sínre tett autót egy felturbózott gőzmozdonnyal gyorsítják fel az időutazáshoz szükséges 88 MPH sebességre.
A második részben – az elképzelt jövőbeli autókhoz hasonlóan – a DeLorean-t a 2015-ös technika segítségével átépítik, ezután repülni is tud, de ennek módját a film nem részletezi.
Az időgép elektromos árammal működik és 1,21 GW teljesítményre van szüksége minden időugráshoz. Az időgép 1985-ös első változatánál Doki egy törpe atomreaktort épített az autóba, aminek plutónium a fűtőanyaga, de ezt csak az egyperces próbaúthoz és Marty első utazásához használják. Az első filmben, 1955-ben – plutónium hiányában – Doki az autóra egy „áramszedőt” szerel és ezzel vezeti egy villámcsapás energiáját a fluxuskondenzátorba, hogy Marty visszajusson 1985-be. A megsérült, akkor még nem létező integrált áramköröket elektroncsövekkel pótolják.
A 2015-ös jövőben a Doki egy akkoriban már általánosan használt Mr. Fusion típusú fúziós reaktort épít be a DeLoreanba, ami bármiből (pl. háztartási hulladékból) képes elegendő energiát előállítani.

## Galéria
- Vezérlőpult
- Fluxuskondenzátor
- Mr. Fusion

## Fordítás
- Ez a szócikk részben vagy egészben  a   DeLorean time machine című angol Wikipédia-szócikk ezen változatának fordításán alapul.  Az eredeti cikk szerkesztőit annak laptörténete sorolja fel. Ez a jelzés csupán a megfogalmazás eredetét és a szerzői jogokat jelzi, nem szolgál a cikkben szereplő információk forrásmegjelöléseként.